# 이즐레 아멜린
이즐레 아멜린 네 바르트(프랑스어: Isnelle Amelin née Baret, 1907년 ~ 1994년)는 프랑스 레위니옹 섬 출신으로, 페미니스트이자 은행원이었다.
1958년 좌파 연합인 데 팜므 드 라 레위니옹 설립 당시 중요한 역할을 했다.
헌신적인 노동조합원이자 CGT의 일원으로, 그녀는 생드니 시의회에서 최초로 여성으로 선출된 1945년에 신디카트 게네랄 데스(Syndicat Général des des laughés de banque et de commerce, 은행 및 사업부)를 설립했다.
1956년 국회의원 선거에서 우익 무장세력으로부터 투표함을 구하려다 중상을 입을 때까지 공산당에 대한 정치적 지지를 계속했다. 그녀는 1994년 죽을 때까지 유니온 데 팜므 드 라 레위니옹을 이끌었다.

## 생애
1907년 9월 14일 생뢰에서 태어난 이즐레 바렛은 포레스터 아이메 레오폴트 바트와 유제니 가스파드의 딸이었다. 그녀는 초등학교 자격증을 따면서 사립 가톨릭 학교에 다녔다. 그녀가 25살이 되었을 때, 그녀의 부모님과 형제들은 치료비를 감당할 수 없어서 말라리아나 결핵으로 사망했다. 1941년, 그녀는 경찰 조사관이자 공산주의 무장세력인 라울 아멜린과 결혼했다.
남편의 격려를 받아 그녀는 CGT의 활동적인 회원이 되었다. 은행 직원으로서, 그녀는 1945년부터 1955년까지 사무총장을 역임한 신디카트 게네랄 데스 뷔르케 엣 커머스(Syndicat Général des des laughés de banque et de commerce)를 설립하였다. CRADS(Comité Républicain d'Action Démocratique et Social, 민주당)의 일원으로, 그녀는 1945년 시 선거에 참여하여 1958년까지 생드니 시의회 의석을 획득한 후 1958년부터 1964년까지 다시 한 번 차지했다. 그녀는 또한 1946년에 공산주의 연합 데 프렘스 프랑수아즈(UFF)의 지방 지부의 초대 총재가 되었다.
1952년, CGT 관리자로서의 역할에서, 그녀는 가사 노동자들을 위한 보육원을 설립했고 가정 주부들과 세탁소 노동자들을 위한 연합인 신디카트 데 본즈 외 데 블란치세스의 활동을 지원했다. 레위니옹의 탈식민지 투쟁을 적극 지지한 그녀는 1956년 입법선거 당시 투표함을 지키려다 우익 운동가들로부터 중상을 입었다. 전복적인 것으로 여겨졌던 그녀의 활동의 결과, 그녀는 겨우 48세에 은퇴할 수 밖에 없었다.
그럼에도 불구하고 그녀는 평생 동안 대표직을 수행하면서 페데레이션 르누니온나이즈 드 이우프 내에서 여성 인권 운동가로 계속 일했다. 이즐레 아멜린은 1994년 2월 4일 마다가스카르에서 인도주의적인 일을 하던 중 2년 전에 발병한 병으로 생드니에서 86세의 나이로 사망했다.